# 始兴县
始兴县位于中国广东省北部，是韶关市下辖的一个县，始興是純客住縣，全境通行客家語。有“粵北糧倉”、“南嶺明珠”的美譽。是聯合國正式認定的“中國地名文化遺產—千年古縣”、“中國圍樓文化之鄉”，縣人民政府駐太平镇。

## 历史
三国吴永安（公元263年）始设始兴县，取此地兴旺，周而复始之意。

## 行政区划
始兴县下辖9个镇、1个民族乡：
太平镇、马市镇、澄江镇、顿岗镇、罗坝镇、司前镇、隘子镇、城南镇、沈所镇和深渡水瑶族乡。

## 地理
始兴县位于广东省北部、韶关市东北部，居浈江中游，东与江西省全南县相连，南、西、北面分别与翁源县、仁化县、南雄市毗邻。

## 交通

### 高速公路
- 南韶高速穿越县域中北部，在总甫、县城北部和马市镇设有出入口。
- 武深高速穿越县域西南部，在县城南部、深渡水瑶族乡和司前镇设有出入口。
- 始兴东线连接南韶高速和武深高速，在顿岗镇设有出入口。

### 铁路
韶赣铁路在始兴县内走向大致与 南韶高速、 323国道平行，设置总甫站、始兴站、马市站。

### 一般道路
220国道、 323国道、 535国道贯通全境。

## 人口
总人口25万，有汉、瑶、回、壮、白、黎、侗、畲、满、蒙古、朝鲜等族；主要民族有汉族、瑶族、畲族。瑶族主要定居在深渡水、罗坝、司前、沈所等乡镇；畲族主要定居在澄江、都亨、深渡水等乡镇；其他民族多为1949年后由外地迁徙而来。汉族是始兴人口最多的民族，占总人口数的98%
2019年，始興縣年末户籍總人口為26.37萬人，同比增長0.34%，其中女性12.9萬人，佔49.0%，65歲以上人口30897人，0至14歲人口49756人。
根據第七次全国人口普查數據，截至2020年11月1日零時，始興縣常住人口為198060人。

## 经济

### 农业
始兴县境内土地肥沃、物产丰饶，有“粤北粮仓”之美称，是全国商品粮基地县。始兴县除粮食之外，还盛产黄烟烟叶，许多农户因产烟叶而致富。

### 工业
近年来，始兴积极发展工业，承接珠江三角洲产业转移，在取得一些成绩的同时也不同程度地破坏了环境。

## 文化
典型的客家聚居地，民风纯朴，崇尚礼仪。
全县均通行始兴話。

## 风景名胜

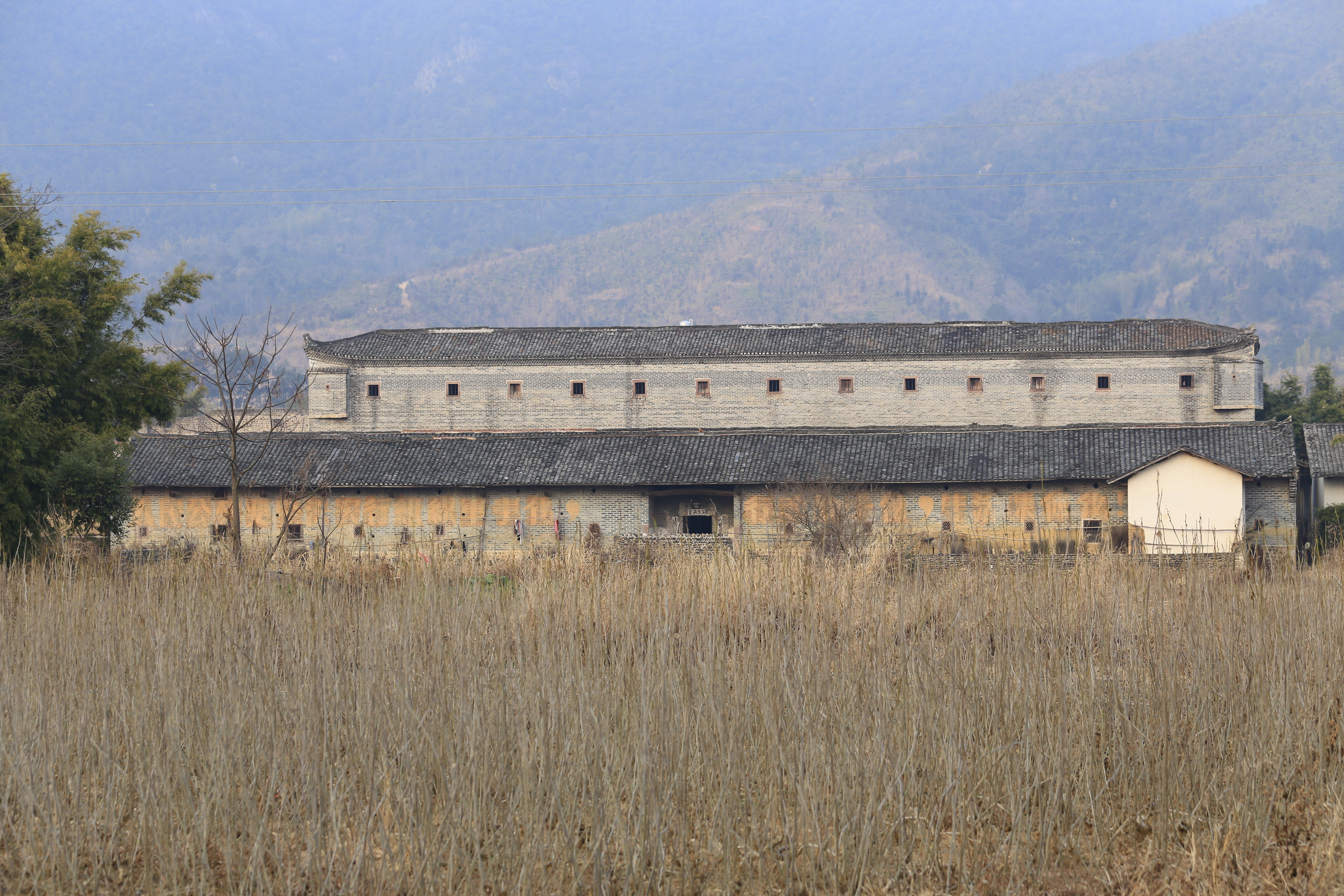
长围村围屋

始兴县有全国重点文物保护单位两处：满堂围、长围村围屋；广东省文物保护单位五处：罗围城堡建筑遗址、沈所红围中共广东省委旧址、崇益堂、贵庐、红犁渡槽。
始兴保留了丰富自然资源，森林覆盖率达80%以上，在上个世纪九十年代被评定为“国家生态示范县”，拥有被誉为“世界物种宝库”的车八岭国家级自然保护区、北山满山遍野的原生态竹林，还有省级南山自然保护区；另外还有罗坝温泉、清化河风景带等。

## 特产
始兴石斛：中国地理标志产品。